# Cloesia parthia
Cloesia parthia är en fjärilsart som beskrevs av Druce 1889. Cloesia parthia ingår i släktet Cloesia och familjen björnspinnare. Inga underarter finns listade i Catalogue of Life.